# Chongfu (köpinghuvudort i Kina, Zhejiang Sheng, lat 30,53, long 120,43)
Chongfu är en köpinghuvudort i Kina. Den ligger i provinsen Zhejiang, i den östra delen av landet, omkring 40 kilometer nordost om provinshuvudstaden Hangzhou. Antalet invånare är 112 060. Befolkningen består av 55 804 kvinnor och 56 256 män. Barn under 15 år utgör 12,0 %, vuxna 15-64 år 75 %, och äldre över 65 år 12,0 %.
Runt Chongfu är det tätbefolkat, med 762 invånare per kvadratkilometer. Närmaste större samhälle är Xucun, 12,4 km sydväst om Chongfu. Trakten runt Chongfu består till största delen av jordbruksmark.
Genomsnittlig årsnederbörd är 1 869 millimeter. Den regnigaste månaden är juni, med i genomsnitt 328 mm nederbörd, och den torraste är november, med 74 mm nederbörd.